# На юг, на юг…
«На юг, на юг…» — советский мультфильм, созданный режиссёром Юрием Бутыриным в 1973 году.

## Сюжет
Мультфильм повествует о семейной паре, которая решила отправиться на юг отдохнуть. Муж и жена решили ехать на автомобиле, по пути мужчине встречаются женщины красивее его жены, поэтому он засматривается на них. Жене это неприятно, она пытается создать препятствия мужу, но он всё равно засматривается на других женщин. В итоге они попадают в аварию.

## Съёмочная группа
- Автор сценария: Владимир Данилов
- Режиссёр: Юрий Бутырин
- Художник-постановщик: Светозар Русаков